# Milan Balcar
Milan Balcar (13. prosince 1886 Ostrava – 16. dubna 1954 Frýdek-Místek) byl český hudební skladatel a kritik.

## Život
Milan Balcar vystudoval reálné gymnázium v Ostravě a začal studovat stavební inženýrství na ČVUT v Praze. V roce 1905 začal studovat na konzervatoři v Praze hru na varhany (Josef Klička), na klavír (Karel Hoffmeister), hudební teorii (Karel Stecker) a skladbu (Vítězslav Novák).
Konzervatoř absolvoval v roce 1910 Baladou večerní pro střední hlas a orchestr. Odešel do Zadaru v Dalmácii, kde se stal v učitelském ústavu učitelem klavíru a houslí. Kromě toho působil v hudební společnosti Zoranič a řídil srbský pěvecký sbor Branko.
V roce 1913 se vrátil do Prahy. Byl učitelem hudby a působil i jako koncertní klavírista a doprovazeč. Za první světové války byl nucen narukovat a bojoval na italské frontě. Po vzniku republiky se stal učitelem hudby v Ostravě a Frenštátu pod Radhoštěm. Kromě toho dále pokračoval v koncertní činnosti. V roce 1927 např. poprvé souborně provedl Fibichův klavírní cyklus Nálady, dojmy a upomínky. Intensivně se podílel na hudebně osvětové činnosti v severomoravském kraji. Spolupracoval s rozhlasem, kde uvedl více než 180 hudebních pořadů a přednášek.
Pomník Milana Balcara od sochaře Karla Vašuta se nachází ve Frenštátě pod Radhoštěm.

## Dílo
Ve svých skladbách vycházel Milan Balcar z díla Zdeňka Fibicha a Josefa Bohuslava Foerstera. Ve své době byly jeho skladby hrány, nestaly se však trvalou součástí koncertního repertoáru. Těžiště jeho díla tvoří komorní hudba, písně a sbory.

### Komorní hudba
- Houslová sonáta op. 4 (1910)
- Houslová sonáta op. 34 (1942)
- Sonáta pro violoncello (1942)
- Sonáta pro klarinet – Jarní (1944)
- 2 smyčcové kvartety (1908 a 1909)
- Variace na vlastní téma pro smyčcový kvartet (1942)
- Frenštátská idyla (dechový kvintet – 1941)
- Taneční suita (dechový kvintet – 1943)
- Suita pro hoboj a klavír (1949)
- Klavírní trio g-moll (1951)

### Skladby pro klavír
- Trojzpěv mého života (1921)
- Sonáta srdce (1933)
- Jáchymovská suita (1936)
- Variace na vlastní písně (1945)
- Klavírní skladby op. 53 (1948 a 1953)

### Písně a sbory (výběr)
- Balada večerní (Jan Neruda – 1910)
- Prosté motivy (1912)
- Písně samotáře (Petr Bezruč, Jan Svatopluk Machar – 1922)
- Svatební píseň (Johann Wolfgang Goethe – 1923)
- Kosmické písně (Jan Neruda – 1926)
- Bezkydské písně (1938)
- Valašská múza (1947)
- Hornické písně (1948)
- Tři mužské sbory (1913)
- Tři sokolské sbory (1928)
- Milostná hra (1932)
- Ostrava (1934)